# Øster Højst
Øster Højst (Duits:Oster Hoist) is een plaats in de Deense regio Zuid-Denemarken, gemeente Tønder, en telt 510 inwoners (2007).